# Talmadge
Talmadge è un comune nella contea di Washington, Maine, Stati Uniti d'America.